# 戦神 ゴッド・オブ・ウォー
『戦神 ゴッド・オブ・ウォー』（せんじん ゴッド・オブ・ウォー、原題：蕩寇風雲、英題：God of war）は、2017年製作の中国・香港合作映画。倭寇を討伐した明の名将・戚継光の史実をもとにした歴史アクション映画である。
日本では劇場公開はされず、2018年に「未体験ゾーンの映画たち2018」で『ゴッド・オブ・ウォー』の邦題で上映された後、『戦神 ゴッド・オブ・ウォー』の邦題でDVD化された。

## あらすじ
兪将軍率いる明軍は中国沿岸部を荒らす倭寇の脅威にさらされていた。実は倭寇の大将・熊澤は松浦藩の武士で、明の財宝を奪って勢力を広げようとしていた。しかし、明の将軍・戚継光によって倭寇の優勢は覆されていくのだった。

## キャスト
- 戚継光：チウ・マンチェク
- 兪大猷：サモ・ハン
- 戚継光の妻：レジーナ・ワン
- 熊澤：倉田保昭
- 山川：小出恵介
- 楊超：ウー・ユエ
- 胡宗憲：ワン・バン
- 陳大成：ティミー・ハン
- 樓楠：マイケル・トン
- 木幡：木幡竜
- 寺田：三元雅芸
- 野間：島津健太郎
- 西郷：中村浩二

## スタッフ
- 監督：ゴードン・チャン
- 脚本：マリア・ウォン、フランキー・タム、ウー・マンチャン
- 製作：ポール・チェン、ゴードン・チャン
- 撮影：石坂拓郎
- 音楽：梅林茂
- 衣装：ワダ・エミ、ボニー・ウォン